# Lista de jogos para Nintendo 64

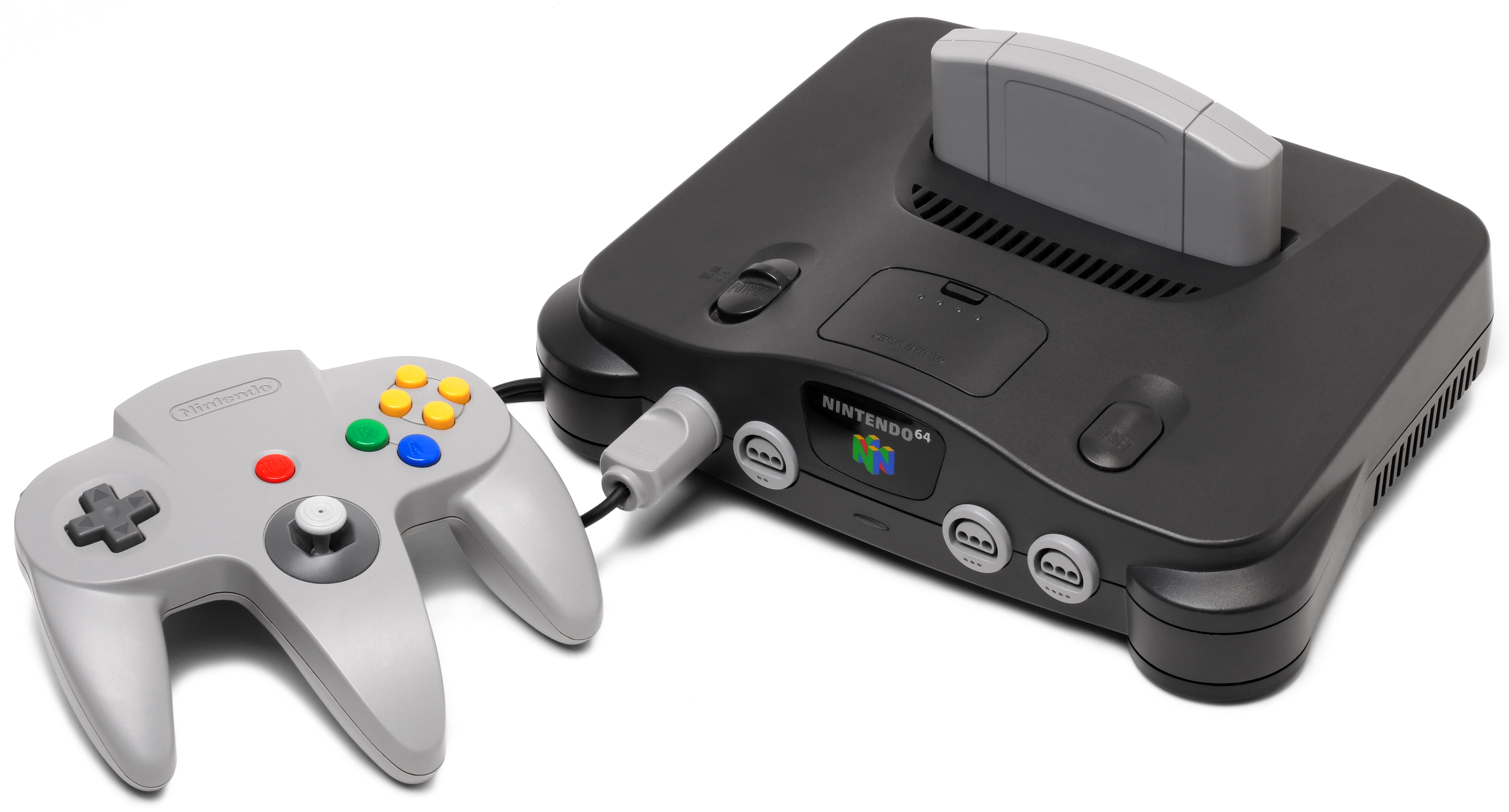
Nintendo 64 com um Game Pak inserido e um controle cinzento

Os jogos oficialmente disponibilizados para o console de jogos eletrônicos Nintendo 64 foram lançados principalmente em cartuchos de plástico chamados Game Pak. Essa alternativa de suporte de alto desempenho, mas de menor capacidade, foi alvo de controvérsia em comparação com o CD-ROM. Duas pequenas reentrâncias na parte traseira de cada cartucho permitem que ele se conecte ou passe pelas abas da tampa contra poeira do sistema. Todas as regiões têm os mesmos conectores, e os cartuchos bloqueados por região se encaixam nos sistemas de outras regiões usando um conversor de cartuchos ou simplesmente removendo a carcaça do cartucho. No entanto, os sistemas também são equipados com chips de bloqueio que só permitem que eles executem os jogos apropriados. Os sistemas japoneses e norte-americanos têm o mesmo bloqueio NTSC, e a Europa tem um bloqueio PAL. Um dispositivo de desvio, como o N64 Passport ou o Datel Action Replay, pode ser usado para jogar jogos importados, mas alguns exigem um código de inicialização adicional.
O Nintendo 64 foi lançado pela primeira vez no Japão em 23 de junho de 1996, com Super Mario 64, Pilotwings 64 e Saikyō Habu Shōgi; na América do Norte, com Super Mario 64 e Pilotwings 64; e na Europa, com Super Mario 64, Pilotwings 64, Star Wars: Shadows of the Empire e Turok: Dinosaur Hunter. Os últimos jogos first-party publicados foram Dōbutsu no Mori, em 14 de abril de 2001, no Japão, e Mario Party 3, em 7 de maio de 2001 na América do Norte e em 16 de novembro de 2001 na Europa. O último jogo licenciado a ser publicado para o sistema foi o exclusivo norte-americano Tony Hawk's Pro Skater 3, em 20 de agosto de 2002. O jogo mais vendido foi Super Mario 64, com 11,8 milhões de unidades vendidas até 21 de maio de 2003. O número absoluto de jogos vendidos para Nintendo 64 excedeu o número de jogos vendidos para GameCube, mas o console tem a menor proporção de jogos vendidos por console vendido entre todos os aparelhos da Nintendo.
Há 390 jogos listados abaixo. Esta lista é organizada inicialmente pelo título do jogo em inglês ou pela romanização Hepburn dos lançamentos exclusivos ao Japão. Todos os títulos em inglês são listados primeiro, seguidos pelos títulos alternativos, e não constam traduções não oficiais. Os jogos para o periférico 64DD e o sistema de arcade Aleck 64 não estão incluídos nesta lista. Para os jogos lançados para o periférico, veja a lista de discos lançados para o 64DD.
| Título | Desenvolvedora(s)                                                       | Publicadora(s)                                          | Primeiro lançamento | Data de lançamento                                 | Data de lançamento      | Data de lançamento       |
| Título | Desenvolvedora(s)                                                       | Publicadora(s)                                          | Primeiro lançamento | Europa / PAL                                       | Japão                   | América do Norte         |
| --- | ----------------------------------------------------------------------- | ------------------------------------------------------- | ------------------- | -------------------------------------------------- | ----------------------- | ------------------------ |
| 64 de Hakken!! Tamagotchi: Minna de Tamagotchi World                                                           | Hudson Soft                                                             | Bandai                                                  | 1997-12-19JP        | Não lançado                                        | 19 de dezembro de 1997  | Não lançado              |
| 64 Hanafuda: Tenshi no Yakusoku                                                                                | Altron                                                                  | Altron                                                  | 1999-11-05JP        | Não lançado                                        | 5 de novembro de 1999   | Não lançado              |
| 64 Ōzumō | Bottom Up                                                               | Bottom Up                                               | 1997-11-28JP        | Não lançado                                        | 28 de novembro de 1997  | Não lançado              |
| 64 Ōzumō 2 | Bottom Up                                                               | Bottom Up                                               | 1999-03-19JP        | Não lançado                                        | 19 de março de 1999     | Não lançado              |
| 64 Trump Collection: Alice no Waku Waku Trump World                                                            | Bottom Up                                                               | Bottom Up                                               | 1998-08-07JP        | Não lançado                                        | 7 de agosto de 1998     | Não lançado              |
| 1080° Snowboarding                                                                                             | Nintendo EAD                                                            | Nintendo                                                | 1998-02-28JP        | 9 de outubro de 1998                               | 28 de fevereiro de 1998 | 1 de abril de 1998       |
| Aero Fighters Assault                                                                                          | Paradigm Entertainment                                                  | Video System                                            | 1997-11-21AN        | 12 de abril de 1998                                | 19 de março de 1998     | 21 de novembro de 1997   |
| AeroGauge | Locomotive Corporation                                                  | ASCII Entertainment                                     | 1997-12-19JP        | Março de 1998                                      | 19 de dezembro de 1997  | 21 de maio de 1998       |
| AI Shogi 3 | i4 Corporation                                                          | ASCII Entertainment                                     | 1998-12-18JP        | Não lançado                                        | 18 de dezembro de 1998  | Não lançado              |
| Aidyn Chronicles: The First Mage                                                                               | H2O Entertainment                                                       | THQ                                                     | 2001-03-20AN        | 3 de agosto de 2001                                | Não lançado             | 20 de março de 2001      |
| Air Boarder 64                                                                                                 | Human Entertainment                                                     | Human EntertainmentJP Gaga Interactive MediaPAL         | 1998-03-27JP        | Novembro de 1998                                   | 27 de março de 1998     | Não lançado              |
| All-Star Baseball 99                                                                                           | Iguana Entertainment                                                    | Acclaim Sports                                          | 1998-05-27AN        | 1 de agosto de 1998                                | Não lançado             | 27 de maio de 1998       |
| All-Star Baseball 2000                                                                                         | Iguana Entertainment                                                    | Acclaim Sports                                          | 1999-04-07AN        | 1 de maio de 1999                                  | Não lançado             | 7 de abril de 1999       |
| All-Star Baseball 2001                                                                                         | High Voltage Software                                                   | Acclaim Sports                                          | 2000-03-31AN        | Não lançado                                        | Não lançado             | 31 de março de 2000      |
| All Star Tennis '99 Yannick Noah All Star Tennis '99FRA                                                        | Smart Dog                                                               | Ubi Soft                                                | 1999-01PAL          | Janeiro de 1999                                    | Não lançado             | 31 de agosto de 1999     |
| Armorines: Project S.W.A.R.M. ArmorinesPAL                                                                     | Acclaim Studios London                                                  | Acclaim Entertainment                                   | 1999-12-09AN        | 17 de dezembro de 1999                             | Não lançado             | 9 de dezembro de 1999    |
| Army Men: Air Combat                                                                                           | The 3DO Company                                                         | The 3DO Company                                         | 2000-07-18AN        | Não lançado                                        | Não lançado             | 18 de julho de 2000      |
| Army Men: Sarge's Heroes                                                                                       | The 3DO Company                                                         | The 3DO Company                                         | 1999-09-28AN        | 14 de abril de 2000                                | Não lançado             | 28 de setembro de 1999   |
| Army Men: Sarge's Heroes 2                                                                                     | The 3DO Company                                                         | The 3DO Company                                         | 2000-09-27AN        | Não lançado                                        | Não lançado             | 27 de setembro de 2000   |
| Asteroids Hyper 64                                                                                             | Syrox Developments                                                      | Crave Entertainment                                     | 1999-12-14AN        | Não lançado                                        | Não lançado             | 14 de dezembro de 1999   |
| Automobili Lamborghini                                                                                         | Titus France                                                            | Titus Interactive                                       | 1997-11-22AN        | 1 de dezembro de 1997                              | Não lançado             | 22 de novembro de 1997   |
| Bakuretsu Muteki Bangaiō                                                                                       | Treasure                                                                | ESP                                                     | 1999-09-03JP        | Não lançado                                        | 3 de setembro de 1999   | Não lançado              |
| Bakushō Jinsei 64: Mezase! Resort Ō                                                                            | Taito                                                                   | Taito                                                   | 1998-12-24JP        | Não lançado                                        | 24 de dezembro de 1998  | Não lançado              |
| Banjo-Kazooie                                                                                                  | Rare                                                                    | Nintendo                                                | 1998-06-29AN        | 17 de julho de 1998EU Agosto de 1998AUS            | 6 de dezembro de 1998   | 29 de junho de 1998      |
| Banjo-Tooie | Rare                                                                    | Nintendo                                                | 2000-11-20AN        | 12 de abril de 2001                                | 27 de novembro de 2000  | 20 de novembro de 2000   |
| Bassmasters 2000                                                                                               | Mass Media                                                              | THQ                                                     | 1999-12-16AN        | Não lançado                                        | Não lançado             | 16 de dezembro de 1999   |
| Bass Rush: ECOGEAR PowerWorm Championship                                                                      | Visco Corporation                                                       | Visco Corporation                                       | 2000-04-28JP        | Não lançado                                        | 28 de abril de 2000     | Não lançado              |
| Batman Beyond: Return of the JokerAN Batman of the Future: Return of the JokerPAL                              | Kemco                                                                   | Ubi Soft                                                | 2000-12-13AN        | 15 de dezembro de 2000                             | Não lançado             | 13 de dezembro de 2000   |
| BattleTanx | The 3DO Company                                                         | The 3DO Company                                         | 1998-12-29AN        | Não lançado                                        | Não lançado             | 29 de dezembro de 1998   |
| BattleTanx: Global Assault                                                                                     | The 3DO Company                                                         | The 3DO Company                                         | 1999-10-12AN        | Abril de 2000                                      | Não lançado             | 12 de outubro de 1999    |
| Battlezone: Rise of the Black Dogs                                                                             | Climax Development                                                      | Crave Entertainment                                     | 2000-04-14AN        | Não lançado                                        | Não lançado             | 14 de abril de 2000      |
| Beetle Adventure Racing! HSV Adventure RacingAUS                                                               | Paradigm Entertainment EA Canada                                        | Electronic ArtsWW Square EAJP                           | 1999-03-23AN        | 4 de setembro de 1999                              | 26 de novembro de 1999  | 23 de março de 1999      |
| Big Mountain 2000                                                                                              | Imagineer                                                               | ImagineerJP SouthPeak InteractiveAN                     | 1998-12-26JP        | Não lançado                                        | 26 de dezembro de 1998  | 10 de outubro de 2000    |
| Bio F.R.E.A.K.S.                                                                                               | Midway Studios San Diego Saffire                                        | MidwayAN GT InteractivePAL                              | 1998-05-19AN        | Setembro de 1998                                   | Não lançado             | 19 de maio de 1998       |
| Blast Corps | Rare                                                                    | Nintendo                                                | 1997-03-21JP        | 22 de dezembro de 1997                             | 21 de março de 1997     | 24 de março de 1997      |
| Blues Brothers 2000                                                                                            | Player 1                                                                | Titus Interactive                                       | 2000-10-13PAL       | 13 de outubro de 2000                              | Não lançado             | 17 de novembro de 2000   |
| Body Harvest                                                                                                   | DMA Design                                                              | MidwayAN Gremlin InteractivePAL                         | 1998-10-20AN        | 13 de novembro de 1998                             | Não lançado             | 20 de outubro de 1998    |
| Bomberman 64 Baku BombermanJP                                                                                  | Hudson Soft                                                             | Hudson SoftJP NintendoWW                                | 1997-09-26JP        | 21 de novembro de 1997                             | 26 de setembro de 1997  | 3 de dezembro de 1997    |
| Bomberman 64: The Second Attack! Baku Bomberman 2JP                                                            | Hudson Soft                                                             | Hudson SoftJP Vatical EntertainmentAN                   | 1999-12-03JP        | Não lançado                                        | 3 de dezembro de 1999   | 29 de maio de 2000       |
| Bomberman Hero                                                                                                 | A.I                                                                     | Hudson SoftJP NintendoWW                                | 1998-04-30JP        | 23 de outubro de 1998                              | 30 de abril de 1998     | 31 de agosto de 1998     |
| Bomberman 64                                                                                                   | Racjin                                                                  | Hudson Soft                                             | 2001-12-20JP        | Não lançado                                        | 20 de dezembro de 2001  | Não lançado              |
| Bottom of the 9th                                                                                              | Konami Computer Entertainment Chicago                                   | Konami                                                  | 1999-04-14AN        | Não lançado                                        | Não lançado             | 14 de abril de 1999      |
| Brunswick Circuit Pro Bowling                                                                                  | Point of View                                                           | THQ                                                     | 1999-12-22AN        | Não lançado                                        | Não lançado             | 22 de dezembro de 1999   |
| Buck Bumble | Argonaut Software                                                       | Ubi Soft                                                | 1998-11-20AN        | 4 de dezembro de 1998                              | 18 de dezembro de 1998  | 20 de novembro de 1998   |
| A Bug's Life                                                                                                   | Traveller's Tales                                                       | Activision                                              | 1999-01-01PAL       | 1 de janeiro de 1999                               | Não lançado             | Junho de 1999            |
| Bust-A-Move 2 Arcade Edition                                                                                   | Probe Entertainment                                                     | Acclaim Entertainment                                   | 1998-05-20AN        | 1998                                               | Não lançado             | 20 de maio de 1998       |
| Bust-A-Move 3 DXPAL Bust-A-Move 99AN Puzzle Bobble 64JP                                                        | Distinctive Developments                                                | Acclaim EntertainmentWW TaitoJP                         | 1998-11PAL          | Novembro de 1998                                   | 5 de março de 1999      | 5 de abril de 1999       |
| California Speed                                                                                               | Atari Games Midway Games                                                | Midway                                                  | 1999-03-18AN        | Não lançado                                        | Não lançado             | 18 de março de 1999      |
| Carmageddon 64                                                                                                 | Software Creations                                                      | Sales Curve InteractivePAL Titus InteractiveAN          | 1999PAL             | 1999                                               | Não lançado             | 26 de julho de 2000      |
| Castlevania | Konami Computer Entertainment Kobe                                      | Konami                                                  | 1999-01-26AN        | 14 de maio de 1999                                 | 11 de março de 1999     | 26 de janeiro de 1999    |
| Castlevania: Legacy of Darkness                                                                                | Konami Computer Entertainment Kobe                                      | Konami                                                  | 1999-12-08AN        | 3 de março de 2000                                 | 25 de dezembro de 1999  | 8 de dezembro de 1999    |
| Centre Court TennisPAL Let's SmashJP                                                                           | Hudson Soft                                                             | Hudson SoftJP Gaga Interactive MediaPAL                 | 1998-10-09JP        | 1999                                               | 9 de outubro de 1998    | Não lançado              |
| Chameleon Twist                                                                                                | Japan System Supply                                                     | SunsoftWW Japan System SupplyJP                         | 1997-12-09AN        | 1997                                               | 12 de dezembro de 1997  | 9 de dezembro de 1997    |
| Chameleon Twist 2                                                                                              | Japan System Supply                                                     | Japan System SupplyJP SunsoftWW                         | 1998-12-25JP        | 1999                                               | 25 de dezembro de 1998  | 14 de abril de 1999      |
| Charlie Blast's Territory                                                                                      | Realtime Associates                                                     | Kemco                                                   | 1999-04-02AN        | 18 de junho de 1999                                | Não lançado             | 2 de abril de 1999       |
| Chopper Attack                                                                                                 | SETA                                                                    | SETAJP MidwayAN GT InteractivePAL                       | 1997-11-28JP        | 1 de setembro de 1998                              | 28 de novembro de 1997  | 16 de junho de 1998      |
| Choro Q 64 2: Hachamecha Grand Prix Race                                                                       | Locomotive Corporation                                                  | Takara                                                  | 1999-12-24JP        | Não lançado                                        | 24 de dezembro de 1999  | Não lançado              |
| Chōkūkan Night: Pro Yakyū King                                                                                 | Genki                                                                   | Imagineer                                               | 1996-12-20JP        | Não lançado                                        | 20 de dezembro de 1996  | Não lançado              |
| Chōkūkan Night: Pro Yakyū King 2                                                                               | Genki                                                                   | Imagineer                                               | 1999-03-19JP        | Não lançado                                        | 19 de março de 1999     | Não lançado              |
| ClayFighter 63⅓                                                                                                | Interplay Productions                                                   | Interplay Productions                                   | 1997-10-23AN        | 19 de novembro de 1997                             | Não lançado             | 23 de outubro de 1997    |
| ClayFighter: Sculptor's Cut                                                                                    | Interplay Productions                                                   | Interplay Productions                                   | 1998-05-15AN        | Não lançado                                        | Não lançado             | 15 de maio de 1998       |
| Command & Conquer                                                                                              | Looking Glass Studios                                                   | Nintendo                                                | 1999-06-29AN        | 30 de julho de 1999                                | Não lançado             | 29 de junho de 1999      |
| Conker's Bad Fur Day                                                                                           | Rare                                                                    | RareAN THQPAL                                           | 2001-03-05AN        | 13 de abril de 2001EU 25 de maio de 2001AUS        | Não lançado             | 5 de março de 2001       |
| Cruis'n Exotica                                                                                                | Gratuitous Games                                                        | Midway                                                  | 2000-10-17AN        | Não lançado                                        | Não lançado             | 17 de outubro de 2000    |
| Cruis'n USA | Williams                                                                | Nintendo                                                | 1996-12-02AN        | Fevereiro de 1998                                  | Não lançado             | 2 de dezembro de 1996    |
| Cruis'n World                                                                                                  | Eurocom                                                                 | Nintendo                                                | 1998-06-25PAL       | 25 de junho de 1998                                | Não lançado             | 28 de setembro de 1998   |
| Custom Robo | Noise                                                                   | Nintendo                                                | 1999-12-08JP        | Não lançado                                        | 8 de dezembro de 1999   | Não lançado              |
| Custom Robo V2                                                                                                 | Noise                                                                   | Nintendo                                                | 2000-11-10JP        | Não lançado                                        | 10 de novembro de 2000  | Não lançado              |
| CyberTiger | Saffire                                                                 | Electronic Arts                                         | 2000-03-08AN        | 5 de maio de 2000                                  | Não lançado             | 8 de março de 2000       |
| Daikatana | Ion Storm                                                               | Kemco                                                   | 2000-03-31JP        | 5 de maio de 2000                                  | 31 de março de 2000     | 1 de agosto de 2000      |
| Dance Dance Revolution Disney Dancing Museum                                                                   | Konami Computer Entertainment Kobe                                      | Konami                                                  | 2000-11-30JP        | Não lançado                                        | 30 de novembro de 2000  | Não lançado              |
| Dark Rift Supēsu DainamaitsuJP                                                                                 | Kronos Digital Entertainment                                            | Vic Tokai                                               | 1997-07-08AN        | 30 de julho de 1997                                | 27 de março de 1998     | 8 de julho de 1997       |
| Densha de Go! 64                                                                                               | A.I                                                                     | Taito                                                   | 1999-07-30JP        | Não lançado                                        | 30 de julho de 1999     | Não lançado              |
| Derby Stallion 64                                                                                              | ParityBit                                                               | Media Factory                                           | 2001-08-10JP        | Não lançado                                        | 10 de agosto de 2001    | Não lançado              |
| Destruction Derby 64                                                                                           | Looking Glass Studios                                                   | THQ                                                     | 1999-09-30AN        | 12 de outubro de 1999                              | Não lançado             | 30 de setembro de 1999   |
| Dezaemon 3D | Athena                                                                  | Athena                                                  | 1998-06-26JP        | Não lançado                                        | 26 de junho de 1998     | Não lançado              |
| Diddy Kong Racing                                                                                              | Rare                                                                    | Rare                                                    | 1997-11-21JP/PAL    | 21 de novembro de 1997                             | 21 de novembro de 1997  | 24 de novembro de 1997   |
| Donald Duck: Quack Attack Donald Duck: Goin' QuackersAN                                                        | Ubi Soft Casablanca                                                     | Ubi Soft                                                | 2000-12-08PAL       | 8 de dezembro de 2000                              | Não lançado             | 20 de dezembro de 2000   |
| Donkey Kong 64                                                                                                 | Rare                                                                    | Nintendo                                                | 1999-11-22AN        | 6 de dezembro de 1999                              | 10 de dezembro de 1999  | 22 de novembro de 1999   |
| Doom 64 | Midway Studios San Diego                                                | MidwayAN GamebankJP GT InteractivePAL                   | 1997-04-04AN        | 2 de dezembro de 1997                              | 1 de agosto de 1997     | 4 de abril de 1997       |
| Doraemon: Nobita to Mittsu no Seireiseki                                                                       | Epoch Co.                                                               | Epoch Co.                                               | 1997-03-21JP        | Não lançado                                        | 21 de março de 1997     | Não lançado              |
| Doraemon 2: Nobita to Hikari no Shinden                                                                        | Epoch Co.                                                               | Epoch Co.                                               | 1998-12-11JP        | Não lançado                                        | 11 de dezembro de 1998  | Não lançado              |
| Doraemon 3: Nobita no Machi SOS!                                                                               | Epoch Co.                                                               | Epoch Co.                                               | 2000-07-28JP        | Não lançado                                        | 28 de julho de 2000     | Não lançado              |
| Dōbutsu no Mori                                                                                                | Nintendo EAD                                                            | Nintendo                                                | 2001-04-14JP        | Não lançado                                        | 14 de abril de 2001     | Não lançado              |
| Dr. Mario 64                                                                                                   | Nintendo                                                                | Nintendo                                                | 2001-04-09AN        | Não lançado                                        | Não lançado             | 9 de abril de 2001       |
| Dual Heroes | Produce!                                                                | Hudson SoftJP Electro BrainAN Gaga Interactive MediaPAL | 1997-12-05JP        | 12 de abril de 1998                                | 5 de dezembro de 1997   | 5 de novembro de 1998    |
| Duck Dodgers Starring Daffy Duck Daffy Duck Starring As Duck DodgersPAL                                        | Paradigm Entertainment                                                  | Infogrames                                              | 2000-08-15AN        | 27 de outubro de 2000                              | Não lançado             | 15 de agosto de 2000     |
| Duke Nukem 64                                                                                                  | Eurocom                                                                 | GT Interactive                                          | 1997-11-14NA/PAL    | 14 de novembro de 1997                             | Não lançado             | 14 de novembro de 1997   |
| Duke Nukem: Zero Hour                                                                                          | Eurocom                                                                 | GT Interactive                                          | 1999-08-31AN        | 24 de setembro de 1999                             | Não lançado             | 31 de agosto de 1999     |
| Earthworm Jim 3D                                                                                               | VIS Interactive                                                         | Rockstar GamesAN Interplay EntertainmentPAL             | 1999-11-04AN        | 17 de dezembro de 1999                             | Não lançado             | 4 de novembro de 1999    |
| ECW Hardcore Revolution                                                                                        | Acclaim Studios Salt Lake City                                          | Acclaim Entertainment                                   | 2000-02-17AN        | 3 de março de 2000                                 | Não lançado             | 17 de fevereiro de 2000  |
| Eiko no Saint Andrews                                                                                          | SETA                                                                    | SETA                                                    | 1996-11-29JP        | Não lançado                                        | 29 de novembro de 1996  | Não lançado              |
| Elmo's Letter Adventure                                                                                        | Realtime Associates                                                     | NewKidCo                                                | 1999-11-15AN        | Não lançado                                        | Não lançado             | 15 de novembro de 1999   |
| Elmo's Number Journey                                                                                          | Realtime Associates                                                     | NewKidCo                                                | 1999-11-30AN        | Não lançado                                        | Não lançado             | 30 de novembro de 1999   |
| Excitebike 64                                                                                                  | Left Field Productions                                                  | Nintendo                                                | 2000-05-02AN        | 8 de junho de 2001                                 | 23 de junho de 2000     | 2 de maio de 2000        |
| Extreme-G | Probe Entertainment                                                     | Acclaim Entertainment                                   | 1997-10-27AN        | 9 de dezembro de 1997                              | 29 de maio de 1998      | 27 de outubro de 1997    |
| Extreme-G 2 Extreme-G2 XG2PAL                                                                                  | Probe Entertainment                                                     | Acclaim Entertainment                                   | 1998-11-17AN        | 4 de dezembro de 1998                              | 10 de setembro de 1999  | 17 de novembro de 1998   |
| F-1 World Grand Prix                                                                                           | Paradigm Entertainment                                                  | Video System                                            | 1998-07-27AN        | 14 de setembro de 1998                             | 18 de dezembro de 1998  | 27 de julho de 1998      |
| F-1 World Grand Prix IIPAL                                                                                     | Paradigm Entertainment                                                  | Video System                                            | 1999-07-02PAL       | 2 de julho de 1999                                 | Não lançado             | Não lançado              |
| F-Zero X | Nintendo EAD                                                            | Nintendo                                                | 1998-07-14JP        | 6 de novembro de 1998                              | 14 de julho de 1998     | 27 de outubro de 1998    |
| F1 Pole Position 64 Human Grand Prix: The New GenerationJP                                                     | Human Entertainment                                                     | Human EntertainmentJP Ubi SoftWW                        | 1997-03-28JP        | 1 de outubro de 1997                               | 28 de março de 1997     | 15 de outubro de 1997    |
| F1 Racing Championship                                                                                         | Ubi Soft                                                                | Video System                                            | 2000-12-08PAL       | 8 de dezembro de 2000                              | Não lançado             | 31 de janeiro de 2001BRA |
| Famista 64 | Namco                                                                   | Namco                                                   | 1997-11-28JP        | Não lançado                                        | 28 de novembro de 1997  | Não lançado              |
| FIFA 99 | EA Canada                                                               | EA Sports                                               | 1998-12AN           | 8 de dezembro de 1998                              | Não lançado             | Dezembro de 1998         |
| FIFA: Road to World Cup 98                                                                                     | EA Canada Extended Play Productions                                     | EA SportsWW Electronic Arts VictorJP                    | 1997-12-20PAL       | 20 de dezembro de 1997                             | 12 de abril de 1998     | 22 de dezembro de 1997   |
| FIFA Soccer 64 FIFA 64PAL                                                                                      | EA Canada                                                               | EA Sports                                               | 1997-03-27AN        | Abril de 1997                                      | Não lançado             | 27 de março de 1997      |
| Fighter Destiny 2                                                                                              | Genki Opus Corp.                                                        | ImagineerJP SouthPeak InteractiveAN                     | 1999-08-27JP        | Não lançado                                        | 27 de agosto de 1999    | 22 de junho de 2000      |
| Fighters Destiny                                                                                               | Genki Opus Corp. Anchor Inc.                                            | Ocean of AmericaAN InfogramesPAL ImagineerJP            | 1998-01-26AN        | 1 de março de 1998                                 | 11 de dezembro de 1998  | 26 de janeiro de 1998    |
| Fighting Force 64                                                                                              | Core Design                                                             | Crave Entertainment                                     | 1999-06-01AN        | Dezembro de 1999                                   | Não lançado             | 1 de junho de 1999       |
| Flying Dragon                                                                                                  | Culture Brain                                                           | Culture BrainJP Natsume Inc.WW                          | 1997-12-18JP        | 25 de julho de 1999                                | 18 de dezembro de 1997  | 14 de outubro de 1998    |
| Forsaken 64 ForsakenPAL                                                                                        | Iguana UK                                                               | Acclaim Entertainment                                   | 1998-05-22PAL       | 22 de maio de 1998                                 | Não lançado             | 26 de maio de 1998       |
| Fox Sports College Hoops '99                                                                                   | Z-Axis                                                                  | Fox Sports Interactive                                  | 1998-11-23AN        | Não lançado                                        | Não lançado             | 23 de novembro de 1998   |
| Fushigi no Dungeon: Fūrai no Shiren 2: Oni Shūrai! Shiren-jō!                                                  | Chunsoft                                                                | Nintendo                                                | 2000-09-27JP        | Não lançado                                        | 27 de setembro de 2000  | Não lançado              |
| G.A.S.P!! Fighters' NEXTream Deadly ArtsAN                                                                     | Konami Computer Entertainment Osaka                                     | Konami                                                  | 1998-03-26JP        | 1 de setembro de 1998                              | 26 de março de 1998     | 29 de setembro de 1998   |
| Gauntlet Legends                                                                                               | Atari Games                                                             | MidwayWW Epoch Co.JP                                    | 1999-08-31AN        | 1 de dezembro de 1999                              | 7 de abril de 2000      | 31 de agosto de 1999     |
| Getter Love!!: Chō Renai Party Game Tanjō                                                                      | Hudson Soft                                                             | Hudson Soft                                             | 1998-12-04JP        | Não lançado                                        | 4 de dezembro de 1998   | Não lançado              |
| Gex 3: Deep Cover Gecko                                                                                        | Gratuitous Games                                                        | Crave Entertainment                                     | 1999-09-28AN        | 24 de julho de 2000                                | Não lançado             | 28 de setembro de 1999   |
| Gex 64: Enter the Gecko                                                                                        | Realtime Associates                                                     | MidwayAN GT InteractivePAL                              | 1998-08-26AN        | 26 de fevereiro de 1999                            | Não lançado             | 26 de agosto de 1998     |
| Glover | Interactive Studios                                                     | Hasbro Interactive                                      | 1998-11-16AN        | 24 de novembro de 1998                             | Não lançado             | 16 de novembro de 1998   |
| Goemon Mononoke Sugoroku                                                                                       | Konami Computer Entertainment Kobe                                      | Konami                                                  | 1999-12-25JP        | Não lançado                                        | 25 de dezembro de 1999  | Não lançado              |
| GoldenEye 007                                                                                                  | Rare                                                                    | Nintendo                                                | 1997-08-23JP        | 7 de novembro de 1997                              | 23 de agosto de 1997    | 25 de agosto de 1997     |
| Golden Nugget 64                                                                                               | Westwood Pacific                                                        | Electronic Arts                                         | 1998-12-01AN        | Não lançado                                        | Não lançado             | 1 de dezembro de 1998    |
| GT 64: Championship Edition City Tour GrandPrix: Zen Nihon GT SenshukenJP                                      | Imagineer                                                               | Infogrames UKPAL Ocean of AmericaAN ImagineerJP         | 1998-04-14PAL       | 14 de abril de 1998                                | 30 de outubro de 1998   | 9 de setembro de 1998    |
| Hamster Monogatari 64                                                                                          | Culture Brain                                                           | Culture Brain                                           | 2001-04-06JP        | Não lançado                                        | 6 de abril de 2001      | Não lançado              |
| Harukanaru Augusta Masters '98                                                                                 | T&E Soft                                                                | T&E Soft                                                | 1997-12-26JP        | Não lançado                                        | 26 de dezembro de 1997  | Não lançado              |
| Harvest Moon 64                                                                                                | Victor Interactive Software                                             | Pack-In-SoftJP Natsume Inc.AN                           | 1999-02-05JP        | Não lançado                                        | 5 de fevereiro de 1999  | 22 de dezembro de 1999   |
| Heiwa Pachinko World 64                                                                                        | Shouei System                                                           | Amtex                                                   | 1997-11-28JP        | Não lançado                                        | 28 de novembro de 1997  | Não lançado              |
| Hercules: The Legendary Journeys                                                                               | Player 1                                                                | Titus Interactive                                       | 2000-08-18AN        | 6 de outubro de 2000                               | Não lançado             | 18 de agosto de 2000     |
| Hexen | Software Creations                                                      | id SoftwareWW GamebankJP                                | 1997-06-25AN        | 1997                                               | 18 de dezembro de 1997  | 25 de junho de 1997      |
| Hey You, Pikachu!                                                                                              | Ambrella                                                                | Nintendo                                                | 1998-12-12JP        | Não lançado                                        | 12 de dezembro de 1998  | 6 de novembro de 2000    |
| Hot Wheels Turbo Racing                                                                                        | Stormfront Studios                                                      | Electronic Arts                                         | 1999-05-11PAL       | 11 de maio de 1999                                 | Não lançado             | 14 de setembro de 1999   |
| Hybrid Heaven                                                                                                  | Konami Computer Entertainment Osaka                                     | Konami                                                  | 1999-08-05JP        | 24 de setembro de 1999                             | 5 de agosto de 1999     | 31 de agosto de 1999     |
| Hydro Thunder                                                                                                  | Eurocom                                                                 | Midway                                                  | 2000-03-06AN        | 14 de maio de 2000                                 | Não lançado             | 6 de março de 2000       |
| Ide Yosuke no Mahjong Juku                                                                                     | SETA                                                                    | SETA                                                    | 2000-04-21JP        | Não lançado                                        | 21 de abril de 2000     | Não lançado              |
| Iggy's Reckin' Balls                                                                                           | Iguana Entertainment                                                    | Acclaim Entertainment                                   | 1998-08-24AN        | 28 de agosto de 1998                               | 28 de agosto de 1998    | 24 de agosto de 1998     |
| In-Fisherman Bass Hunter 64 Bass Hunter 64PAL                                                                  | Gearhead Entertainment                                                  | Take-Two Interactive                                    | 1999-07-30AN        | 22 de outubro de 1999                              | Não lançado             | 30 de julho de 1999      |
| Indiana Jones and the Infernal Machine                                                                         | Factor 5                                                                | LucasArts                                               | 2000-12-15AN        | Não lançado                                        | Não lançado             | 15 de dezembro de 2000   |
| Indy Racing 2000                                                                                               | Paradigm Entertainment                                                  | Infogrames                                              | 2000-06-07AN        | Não lançado                                        | Não lançado             | 7 de junho de 2000       |
| International Superstar Soccer 64 Jikkyō World Soccer 3JP                                                      | Konami Computer Entertainment Osaka                                     | Konami                                                  | 1996-12-20JP        | 1 de junho de 1997                                 | 20 de dezembro de 1996  | 22 de agosto de 1997     |
| International Superstar Soccer 98 Jikkyō World Soccer: World Cup France '98JP                                  | Konami Computer Entertainment Osaka                                     | Konami                                                  | 1998-06-04JP        | 1 de setembro de 1998                              | 4 de junho de 1998      | 21 de agosto de 1998     |
| International Superstar Soccer 2000 Jikkyō J-League 1999: Perfect Striker 2JP                                  | Konami Computer Entertainment Osaka                                     | Konami                                                  | 1999-07-29JP        | 6 de outubro de 2000                               | 29 de julho de 1999     | 3 de agosto de 2000      |
| International Track & Field 2000 International Track & Field: Summer GamesPAL Ganbare! Nippon! Olympics 2000JP | Konami Computer Entertainment Osaka                                     | Konami                                                  | 2000-05-28AN        | 6 de setembro de 2000                              | 13 de julho de 2000     | 28 de maio de 2000       |
| Itoi Shigesato no Bass Tsuri No. 1 Kettehan!                                                                   | HAL Laboratory                                                          | Nintendo                                                | 2000-03-31JP        | Não lançado                                        | 31 de março de 2000     | Não lançado              |
| J-League Dynamite Soccer 64                                                                                    | A-Max                                                                   | Imagineer                                               | 1997-09-05JP        | Não lançado                                        | 5 de setembro de 1997   | Não lançado              |
| J-League Eleven Beat 1997                                                                                      | Hudson Soft                                                             | Hudson Soft                                             | 1997-10-24JP        | Não lançado                                        | 24 de outubro de 1997   | Não lançado              |
| J. League Live 64                                                                                              | Electronic Arts Victor                                                  | Electronic Arts Victor                                  | 1997-03-28JP        | Não lançado                                        | 28 de março de 1997     | Não lançado              |
| J-League Tactics Soccer                                                                                        | ASCII Entertainment                                                     | ASCII Entertainment                                     | 1999-01-15JP        | Não lançado                                        | 15 de janeiro de 1999   | Não lançado              |
| Jango Simulation Mahjong-do 64                                                                                 | Art                                                                     | Video System                                            | 1997-07-25JP        | Não lançado                                        | 25 de julho de 1997     | Não lançado              |
| Jeopardy! | GameTek                                                                 | Take-Two Interactive                                    | 1998-02-25AN        | Não lançado                                        | Não lançado             | 25 de fevereiro de 1998  |
| Jeremy McGrath Supercross 2000                                                                                 | Acclaim Studios Salt Lake City                                          | Acclaim Sports                                          | 2000-02-28AN        | 19 de setembro de 2000                             | Não lançado             | 28 de fevereiro de 2000  |
| Jet Force Gemini Star TwinsJP                                                                                  | Rare                                                                    | Rare                                                    | 1999-10-11AN        | 29 de outubro de 1999                              | 1 de dezembro de 1999   | 11 de outubro de 1999    |
| Jikkyō GI Stable                                                                                               | Konami Computer Entertainment Nagoya                                    | Konami                                                  | 1999-04-28JP        | Não lançado                                        | 28 de abril de 1999     | Não lançado              |
| Jikkyō Powerful Pro Yakyū 4                                                                                    | Diamond Head                                                            | Konami                                                  | 1997-03-14JP        | Não lançado                                        | 14 de março de 1997     | Não lançado              |
| Jikkyō Powerful Pro Yakyū 5                                                                                    | Diamond Head                                                            | Konami                                                  | 1998-03-26JP        | Não lançado                                        | 26 de março de 1998     | Não lançado              |
| Jikkyō Powerful Pro Yakyū 6                                                                                    | Diamond Head                                                            | Konami                                                  | 1999-03-25JP        | Não lançado                                        | 25 de março de 1999     | Não lançado              |
| Jikkyō Powerful Pro Yakyū 2000                                                                                 | Diamond Head                                                            | Konami                                                  | 2000-04-29JP        | Não lançado                                        | 29 de abril de 2000     | Não lançado              |
| Jikkyō Powerful Pro Yakyu Basic-ban 2001                                                                       | Diamond Head                                                            | Konami                                                  | 2001-03-29JP        | Não lançado                                        | 29 de março de 2001     | Não lançado              |
| Jikkyō J-League Perfect Striker                                                                                | Konami Computer Entertainment Osaka                                     | Konami                                                  | 1997-09-18JP        | Não lançado                                        | 18 de setembro de 1997  | Não lançado              |
| Jinsei Game 64                                                                                                 | Takara                                                                  | Takara                                                  | 1999-03-19JP        | Não lançado                                        | 19 de março de 1999     | Não lançado              |
| Ken Griffey Jr.'s Slugfest                                                                                     | Angel Studios                                                           | Nintendo                                                | 1999-05-10AN        | Não lançado                                        | Não lançado             | 10 de maio de 1999       |
| Killer Instinct Gold                                                                                           | Rare                                                                    | Nintendo                                                | 1996-11-25AN        | 9 de maio de 1997AUS 4 de julho de 1997EU          | Não lançado             | 25 de novembro de 1996   |
| Kiratto Kaiketsu! 64 Tanteidan                                                                                 | Pandora Box                                                             | Imagineer                                               | 1998-10-23JP        | Não lançado                                        | 23 de outubro de 1998   | Não lançado              |
| Kirby 64: The Crystal Shards                                                                                   | HAL Laboratory                                                          | Nintendo                                                | 2000-03-24JP        | 22 de junho de 2001                                | 24 de março de 2000     | 26 de junho de 2000      |
| Knife Edge: Nose Gunner Knife EdgePAL                                                                          | Kemco                                                                   | Kemco                                                   | 1998-11-10AN        | 1998                                               | 27 de novembro de 1998  | 10 de novembro de 1998   |
| Knockout Kings 2000 Box Champions 2000PAL                                                                      | Black Ops Entertainment                                                 | EA Sports                                               | 1999-10-10PAL       | 10 de outubro de 1999                              | Não lançado             | 12 de outubro de 1999    |
| Kobe Bryant in NBA Courtside                                                                                   | Left Field Productions                                                  | Nintendo                                                | 1998-04-27AN        | 10 de junho de 1998                                | Não lançado             | 27 de abril de 1998      |
| Last Legion UX                                                                                                 | Yuke's                                                                  | Hudson Soft                                             | 1999-05-28JP        | Não lançado                                        | 28 de maio de 1999      | Não lançado              |
| The Legend of Zelda: Majora's Mask                                                                             | Nintendo EAD                                                            | Nintendo                                                | 2000-04-27JP        | 17 de novembro de 2000                             | 27 de abril de 2000     | 26 de outubro de 2000    |
| The Legend of Zelda: Ocarina of Time                                                                           | Nintendo EAD                                                            | Nintendo                                                | 1998-11-21JP        | 11 de dezembro de 1998EU 18 de dezembro de 1998AUS | 21 de novembro de 1998  | 23 de novembro de 1998   |
| Lego Racers | High Voltage Software                                                   | Lego Media                                              | 1999-10-22AN        | 5 de novembro de 1999                              | Não lançado             | 22 de outubro de 1999    |
| Lode Runner 3-D                                                                                                | Big Bang                                                                | InfogramesWW BanprestoJP                                | 1999-03-30AN        | 1999                                               | 30 de julho de 1999     | 30 de março de 1999      |
| Mace: The Dark Age                                                                                             | Midway Games                                                            | MidwayAN GT InteractivePAL                              | 1997-09-30AN        | Dezembro de 1997                                   | Não lançado             | 30 de setembro de 1997   |
| Madden Football 64                                                                                             | Tiburon Entertainment                                                   | EA Sports                                               | 1997-10-24AN        | Dezembro de 1997                                   | Não lançado             | 24 de outubro de 1997    |
| Madden NFL 99                                                                                                  | EA Tiburon                                                              | EA Sports                                               | 1998-09-22AN        | Janeiro de 1999                                    | Não lançado             | 22 de setembro de 1998   |
| Madden NFL 2000                                                                                                | EA Tiburon                                                              | EA Sports                                               | 1999-08-31AN        | Não lançado                                        | Não lançado             | 31 de agosto de 1999     |
| Madden NFL 2001                                                                                                | EA Tiburon                                                              | EA Sports                                               | 2000-09-07AN        | Não lançado                                        | Não lançado             | 7 de setembro de 2000    |
| Madden NFL 2002                                                                                                | Budcat Creations                                                        | EA Sports                                               | 2001-09-13AN        | Não lançado                                        | Não lançado             | 13 de setembro de 2001   |
| Magical Tetris Challenge                                                                                       | Capcom                                                                  | CapcomJP/NA ActivisionPAL                               | 1998-11-20JP        | Setembro de 1999                                   | 20 de novembro de 1998  | 14 de janeiro de 1999    |
| Mahjong 64 | Chat Noir                                                               | Koei                                                    | 1997-04-04JP        | Não lançado                                        | 4 de abril de 1997      | Não lançado              |
| Mahjong Horoki Classic                                                                                         | Alpha Unit                                                              | Imagineer                                               | 1997-08-01JP        | Não lançado                                        | 1 de agosto de 1997     | Não lançado              |
| Mahjong Master                                                                                                 | Konami Computer Entertainment Osaka                                     | Konami                                                  | 1996-12-20JP        | Não lançado                                        | 20 de dezembro de 1996  | Não lançado              |
| Major League Baseball Featuring Ken Griffey Jr.                                                                | Angel Studios                                                           | Nintendo                                                | 1998-05-26AN        | 1998AUS                                            | Não lançado             | 26 de maio de 1998       |
| Mario Golf | Camelot Software Planning                                               | Nintendo                                                | 1999-06-11JP        | 14 de setembro de 1999                             | 11 de junho de 1999     | 26 de julho de 1999      |
| Mario Kart 64                                                                                                  | Nintendo EAD                                                            | Nintendo                                                | 1996-12-14JP        | 24 de junho de 1997                                | 14 de dezembro de 1996  | 10 de fevereiro de 1997  |
| Mario no Photopi                                                                                               | Datt Japan Fuji Photo Film Nintendo Tokyo Electron                      | Tokyo Electron                                          | 1998-12-02JP        | Não lançado                                        | 2 de dezembro de 1998   | Não lançado              |
| Mario Party | Hudson Soft                                                             | Nintendo                                                | 1998-12-18JP        | 9 de março de 1999                                 | 18 de dezembro de 1998  | 8 de fevereiro de 1999   |
| Mario Party 2                                                                                                  | Hudson Soft                                                             | Nintendo                                                | 1999-12-17JP        | 13 de outubro de 2000                              | 17 de dezembro de 1999  | 24 de janeiro de 2000    |
| Mario Party 3                                                                                                  | Hudson Soft                                                             | Nintendo                                                | 2000-12-07JP        | 3 de setembro de 2001AUS 16 de novembro de 2001EU  | 7 de dezembro de 2000   | 7 de maio de 2001        |
| Mario Tennis                                                                                                   | Camelot Software Planning                                               | Nintendo                                                | 2000-07-21JP        | 3 de novembro de 2000                              | 21 de julho de 2000     | 28 de agosto de 2000     |
| Mega Man 64 | Capcom Production Studio 2                                              | Capcom                                                  | 2000-11-22JP        | Não lançado                                        | 22 de novembro de 2000  | 10 de janeiro de 2001    |
| Mia Hamm Soccer 64AN Michael Owen's WLS 2000PAL                                                                | Silicon Dreams Studio                                                   | SouthPeak InteractiveAN THQPAL                          | 2000-11-09AN        | 10 de novembro de 2000                             | Não lançado             | 9 de novembro de 2000    |
| Mickey's Speedway USA                                                                                          | Rare                                                                    | Nintendo                                                | 2000-11-13AN        | 1 de dezembro de 2000                              | 21 de janeiro de 2001   | 13 de novembro de 2000   |
| Micro Machines 64 Turbo                                                                                        | Codemasters                                                             | MidwayAN CodemastersPAL                                 | 1999-03-29AN        | 23 de abril de 1999                                | Não lançado             | 29 de março de 1999      |
| Midway's Greatest Arcade Hits: Volume 1                                                                        | Digital Eclipse                                                         | Midway                                                  | 2000-11-14AN        | Não lançado                                        | Não lançado             | 14 de novembro de 2000   |
| Mike Piazza's Strike Zone                                                                                      | Devil's Thumb Entertainment                                             | GT Interactive                                          | 1998-06-18AN        | Não lançado                                        | Não lançado             | 18 de junho de 1998      |
| Milo's Astro Lanes                                                                                             | Player 1                                                                | Crave EntertainmentAN Interplay EntertainmentPAL        | 1998-11-24AN        | 25 de julho de 1999                                | Não lançado             | 24 de novembro de 1998   |
| Mischief Makers                                                                                                | Treasure                                                                | EnixJP NintendoWW                                       | 1997-06-27JP        | 12 de dezembro de 1997                             | 27 de junho de 1997     | 1 de outubro de 1997     |
| Mission Impossible                                                                                             | Infogrames                                                              | Ocean SoftwareWW                                        | 1998-07-16AN        | 25 de setembro de 1998                             | Não lançado             | 16 de julho de 1998      |
| Monopoly | Mind's Eye Productions                                                  | Hasbro Interactive                                      | 1999-12-18AN        | Não lançado                                        | Não lançado             | 18 de dezembro de 1999   |
| Monster Truck Madness 64                                                                                       | Edge of Reality                                                         | Rockstar Games                                          | 1999-07-30AN        | 29 de outubro de 1999                              | Não lançado             | 30 de julho de 1999      |
| Morita Shogi 64                                                                                                | SETA                                                                    | SETA                                                    | 1998-04-03JP        | Não lançado                                        | 3 de abril de 1998      | Não lançado              |
| Mortal Kombat 4                                                                                                | Eurocom                                                                 | MidwayAN GT InteractivePAL                              | 1998-06-23AN        | 15 de setembro de 1998                             | Não lançado             | 23 de junho de 1998      |
| Mortal Kombat Mythologies: Sub-Zero                                                                            | Avalanche Software                                                      | MidwayAN GT InteractivePAL                              | 1997-12-11AN        | 12 de fevereiro de 1998                            | Não lançado             | 11 de dezembro de 1997   |
| Mortal Kombat Trilogy                                                                                          | Williams Entertainment                                                  | Williams Entertainment, Inc.AN GT InteractivePAL        | 1996-11-12AN        | 14 de março de 1997                                | Não lançado             | 12 de novembro de 1996   |
| MRC: Multi-Racing Championship                                                                                 | Genki                                                                   | ImagineerJP Ocean SoftwareWW                            | 1997-07-18JP        | Outubro de 1997                                    | 18 de julho de 1997     | 4 de setembro de 1997    |
| Ms. Pac-Man Maze Madness                                                                                       | Mass Media                                                              | Namco                                                   | 2000-11-13AN        | Não lançado                                        | Não lançado             | 13 de novembro de 2000   |
| Mystical Ninja Starring Goemon                                                                                 | Konami Computer Entertainment Osaka                                     | Konami                                                  | 1997-08-07JP        | 18 de abril de 1998                                | 7 de agosto de 1997     | 16 de abril de 1998      |
| Mystical Ninja 2 Starring GoemonPAL Goemon's Great AdventureAN                                                 | Konami Computer Entertainment Osaka                                     | Konami                                                  | 1998-12-23JP        | 18 de junho de 1999                                | 23 de dezembro de 1998  | 15 de setembro de 1999   |
| Nagano Winter Olympics '98                                                                                     | Konami Computer Entertainment Osaka Konami Computer Entertainment Tokyo | Konami                                                  | 1997-12-18JP        | Fevereiro de 1998                                  | 18 de dezembro de 1997  | 29 de janeiro de 1998    |
| Namco Museum 64                                                                                                | Mass Media                                                              | Namco                                                   | 1999-11-29AN        | Não lançado                                        | Não lançado             | 29 de novembro de 1999   |
| NASCAR '99 | Stormfront Studios                                                      | EA Sports                                               | 1998-09-10AN        | Novembro de 1998                                   | Não lançado             | 10 de setembro de 1998   |
| NASCAR 2000 | Stormfront Studios                                                      | EA Sports                                               | 1999-09-13AN        | Não lançado                                        | Não lançado             | 13 de setembro de 1999   |
| NBA Courtside 2 Featuring Kobe Bryant                                                                          | Left Field Productions                                                  | Nintendo                                                | 1999-11-08AN        | Não lançado                                        | Não lançado             | 8 de novembro de 1999    |
| NBA Hangtime                                                                                                   | Midway Studios San Diego                                                | MidwayAN GT InteractivePAL                              | 1997-01-16AN        | 1 de setembro de 1997                              | Não lançado             | 16 de janeiro de 1997    |
| NBA In The Zone '98 NBA Pro '98PAL                                                                             | Konami Computer Entertainment Osaka                                     | Konami                                                  | 1998-01-29JP        | Abril de 1998                                      | 29 de janeiro de 1998   | 16 de fevereiro de 1998  |
| NBA In The Zone '99 NBA Pro '99PAL                                                                             | Konami Computer Entertainment Osaka                                     | Konami                                                  | 1999-04-08AN        | 1999                                               | 3 de junho de 1999      | 8 de abril de 1999       |
| NBA In The Zone 2000                                                                                           | Konami Computer Entertainment Osaka                                     | Konami                                                  | 2000-02-18AN        | Maio de 2000                                       | Não lançado             | 18 de fevereiro de 2000  |
| NBA Jam 99 | Iguana West                                                             | Acclaim Sports                                          | 1998-12-03AN        | Dezembro de 1998                                   | Não lançado             | 3 de dezembro de 1998    |
| NBA Jam 2000                                                                                                   | Acclaim Studios Salt Lake City                                          | Acclaim Sports                                          | 1999-11-30AN        | 21 de janeiro de 2000                              | Não lançado             | 30 de novembro de 1999   |
| NBA Live 99 | NuFX                                                                    | EA Sports                                               | 1998-11-04AN        | Dezembro de 1998                                   | Não lançado             | 4 de novembro de 1998    |
| NBA Live 2000                                                                                                  | NuFX                                                                    | EA Sports                                               | 1999-10-29AN        | Dezembro de 1999                                   | Não lançado             | 29 de outubro de 1999    |
| NBA Showtime: NBA on NBC                                                                                       | Eurocom                                                                 | Midway                                                  | 1999-11-16AN        | Não lançado                                        | Não lançado             | 16 de novembro de 1999   |
| Neon Genesis Evangelion                                                                                        | BEC                                                                     | Bandai                                                  | 1999-06-25JP        | Não lançado                                        | 25 de junho de 1999     | Não lançado              |
| The New Tetris                                                                                                 | H2O Entertainment Blue Planet Software                                  | Nintendo                                                | 1999-08-02AN        | 15 de outubro de 1999                              | Não lançado             | 2 de agosto de 1999      |
| NFL Blitz | Midway Games                                                            | Midway                                                  | 1998-09-12AN        | Não lançado                                        | Não lançado             | 12 de setembro de 1998   |
| NFL Blitz 2000                                                                                                 | Midway Games                                                            | Midway                                                  | 1999-08-18AN        | Não lançado                                        | Não lançado             | 18 de agosto de 1999     |
| NFL Blitz 2001                                                                                                 | Midway Games                                                            | Midway                                                  | 2000-09-12AN        | Não lançado                                        | Não lançado             | 12 de setembro de 2000   |
| NFL Blitz Special Edition                                                                                      | Point of View                                                           | Midway                                                  | 2001-11-28AN        | Não lançado                                        | Não lançado             | 28 de novembro de 2001   |
| NFL QB Club 2001                                                                                               | High Voltage Software                                                   | Acclaim Sports                                          | 2000-08-24AN        | Não lançado                                        | Não lançado             | 24 de agosto de 2000     |
| NFL Quarterback Club 98                                                                                        | Iguana Entertainment                                                    | Acclaim Sports                                          | 1997-10-24AN        | Dezembro de 1997                                   | Não lançado             | 24 de outubro de 1997    |
| NFL Quarterback Club 99                                                                                        | Iguana Entertainment                                                    | Acclaim Sports                                          | 1998-11-10AN        | Dezembro de 1998                                   | Não lançado             | 10 de novembro de 1998   |
| NFL Quarterback Club 2000                                                                                      | Acclaim Studios Austin                                                  | Acclaim Sports                                          | 1999-08-26AN        | 24 de setembro de 1999                             | Não lançado             | 26 de agosto de 1999     |
| NHL 99 | MBL Research                                                            | EA Sports                                               | 1998-10-01AN        | 30 de novembro de 1998                             | Não lançado             | 1 de outubro de 1998     |
| NHL Blades of Steel '99 NHL Pro 99PAL                                                                          | Konami Computer Entertainment Osaka                                     | Konami                                                  | 1999-04-05AN        | Setembro de 1999                                   | Não lançado             | 5 de abril de 1999       |
| NHL Breakaway 98                                                                                               | Iguana Entertainment                                                    | Acclaim Sports                                          | 1998-02-25AN        | 1998                                               | Não lançado             | 25 de fevereiro de 1998  |
| NHL Breakaway 99                                                                                               | Iguana West                                                             | Acclaim Sports                                          | 1998-11-30AN        | Dezembro de 1998                                   | Não lançado             | 30 de novembro de 1998   |
| Nightmare Creatures                                                                                            | Kalisto Entertainment                                                   | Activision                                              | 1998-11-30AN        | Não lançado                                        | Não lançado             | 30 de novembro de 1998   |
| Nintama Rantarō 64 Game Gallery                                                                                | Culture Brain                                                           | Culture Brain                                           | 2000-04-21JP        | Não lançado                                        | 21 de abril de 2000     | Não lançado              |
| Nuclear Strike 64                                                                                              | Pacific Coast Power & Light                                             | THQ                                                     | 1999-11-30AN        | 3 de março de 2000                                 | Não lançado             | 30 de novembro de 1999   |
| Nushi Tsuri 64                                                                                                 | Pack-In-Video                                                           | Victor Interactive Software                             | 1998-11-27JP        | Não lançado                                        | 27 de novembro de 1998  | Não lançado              |
| Nushi Tsuri 64: Shiokaze Ninotte                                                                               | Victor Interactive Software                                             | Victor Interactive Software                             | 2000-05-26JP        | Não lançado                                        | 26 de maio de 2000      | Não lançado              |
| Off Road Challenge                                                                                             | Avalanche Software                                                      | MidwayAN GT InteractivePAL                              | 1998-06-30AN        | 15 de setembro de 1998                             | Não lançado             | 30 de junho de 1998      |
| Ogre Battle 64: Person of Lordly Caliber                                                                       | Quest Corporation                                                       | NintendoJP AtlusAN                                      | 1999-07-14JP        | Não lançado                                        | 14 de julho de 1999     | 5 de outubro de 2000     |
| Olympic Hockey '98                                                                                             | Treyarch Invention                                                      | MidwayAN GT InteractivePAL KonamiJP                     | 1998-02-23AN        | Abril de 1998                                      | 16 de julho de 1998     | 23 de fevereiro de 1998  |
| Onegai Monsters                                                                                                | Bottom Up                                                               | Bottom Up                                               | 1999-04-09JP        | Não lançado                                        | 9 de abril de 1999      | Não lançado              |
| Pachinko 365 Nichi                                                                                             | SETA                                                                    | SETA                                                    | 1998-05-29JP        | Não lançado                                        | 29 de maio de 1998      | Não lançado              |
| Paperboy | High Voltage Software                                                   | Midway                                                  | 1999-11-04AN        | Não lançado                                        | Não lançado             | 4 de novembro de 1999    |
| Paper Mario | Intelligent Systems                                                     | Nintendo                                                | 2000-08-11JP        | 5 de outubro de 2001                               | 11 de agosto de 2000    | 5 de fevereiro de 2001   |
| Parlor! Pro 64: Pachinko Jikki Simulation                                                                      | Irem Software Engineering Telenet Japan                                 | Telenet Japan                                           | 1999-01-29JP        | Não lançado                                        | 29 de janeiro de 1999   | Não lançado              |
| PD Ultraman Battle Collection 64                                                                               | Bandai                                                                  | Bandai Games                                            | 1999-07-16JP        | Não lançado                                        | 16 de julho de 1999     | Não lançado              |
| Penny Racers Choro Q 64JP                                                                                      | Locomotive Corporation                                                  | TakaraJP THQWW                                          | 1998-06JP           | 5 de março de 1999                                 | Junho de 1998           | 4 de fevereiro de 1999   |
| Perfect Dark                                                                                                   | Rare                                                                    | Rare                                                    | 2000-05-22AN        | 30 de junho de 2000                                | 21 de outubro de 2000   | 22 de maio de 2000       |
| PGA European Tour Golf PGA European TourAN                                                                     | Infogrames Sheffield House                                              | Infogrames                                              | 2000-05PAL          | Maio de 2000                                       | Não lançado             | 15 de junho de 2000      |
| Pilotwings 64                                                                                                  | Nintendo EAD Nintendo R&D3 Paradigm Simulation                          | Nintendo                                                | 1996-06-23JP        | 1 de março de 1997                                 | 23 de junho de 1996     | 29 de setembro de 1996   |
| Pocket Monsters Stadium                                                                                        | Nintendo EAD                                                            | Nintendo                                                | 1998-08-01JP        | Não lançado                                        | 1 de agosto de 1998     | Não lançado              |
| Pokémon Puzzle League                                                                                          | Nintendo Software Technology                                            | Nintendo                                                | 2000-09-25AN        | 2 de março de 2001                                 | Não lançado             | 25 de setembro de 2000   |
| Pokémon Snap                                                                                                   | HAL Laboratory                                                          | Nintendo                                                | 1999-03-21JP        | 23 de março de 2000AUS 15 de setembro de 2000EU    | 21 de março de 1999     | 26 de julho de 1999      |
| Pokémon Stadium Pokémon Stadium 2JP                                                                            | Nintendo EAD                                                            | Nintendo                                                | 1999-04-30JP        | 23 de março de 2000AUS 7 de abril de 2000EU        | 30 de abril de 1999     | 6 de março de 2000       |
| Pokémon Stadium 2 Pokémon Stadium Gold SilverJP                                                                | Nintendo EAD                                                            | Nintendo                                                | 2000-12-14JP        | 7 de abril de 2001AUS 10 de outubro de 2001EU      | 14 de dezembro de 2000  | 26 de março de 2001      |
| Polaris SnoCross                                                                                               | Vicarious Visions                                                       | Vatical Entertainment                                   | 2000-12-27AN        | Não lançado                                        | Não lançado             | 27 de dezembro de 2000   |
| Power League 64                                                                                                | Hudson Soft                                                             | Hudson Soft                                             | 1997-08-08JP        | Não lançado                                        | 8 de agosto de 1997     | Não lançado              |
| Power Rangers Lightspeed Rescue                                                                                | Mass Media                                                              | THQ                                                     | 2000-09-27AN        | 8 de dezembro de 2000                              | Não lançado             | 27 de setembro de 2000   |
| The Powerpuff Girls: Chemical X-Traction                                                                       | VIS Entertainment Asylum Entertainment                                  | BAM! Entertainment                                      | 2001-11-19AN        | Não lançado                                        | Não lançado             | 19 de novembro de 2001   |
| Premier Manager 64PAL                                                                                          | Dinamic Multimedia                                                      | Gremlin Interactive                                     | 1999-08PAL          | Agosto de 1999                                     | Não lançado             | Não lançado              |
| Pro Mahjong Kiwame 64                                                                                          | Athena                                                                  | Athena                                                  | 1997-11-21JP        | Não lançado                                        | 21 de novembro de 1997  | Não lançado              |
| Pro Shinan Mahjong Tsuwamono 64: Jansō Battle ni Chōsen                                                        | Culture Brain                                                           | Culture Brain                                           | 1999-11-05JP        | Não lançado                                        | 5 de novembro de 1999   | Não lançado              |
| Puyo Puyo Sun 64                                                                                               | Compile                                                                 | Compile                                                 | 1997-10JP           | Não lançado                                        | Outubro de 1997         | Não lançado              |
| Puyo Puyo~n Party                                                                                              | Compile                                                                 | Compile                                                 | 1999-12-03JP        | Não lançado                                        | 3 de dezembro de 1999   | Não lançado              |
| Quake 64 | Midway Studios San Diego                                                | MidwayAN GT InteractivePAL                              | 1998-03-24AN        | 24 de maio de 1998                                 | Não lançado             | 24 de março de 1998      |
| Quake II | Raster Productions                                                      | Activision                                              | 1999-07-07AN        | 1999                                               | Não lançado             | 7 de julho de 1999       |
| Quest 64 Holy Magic CenturyPAL                                                                                 | Imagineer                                                               | THQAN KonamiPAL ImagineerJP                             | 1998-06-10AN        | 30 de setembro de 1998                             | 9 de julho de 1999      | 10 de junho de 1998      |
| Rakugakids | Konami Computer Entertainment Kobe                                      | Konami                                                  | 1998-07-23JP        | 4 de dezembro de 1998                              | 23 de julho de 1998     | Não lançado              |
| Racing Simulation: Monaco Grand PrixPAL Monaco Grand PrixAN                                                    | Ubi Soft Paris                                                          | Ubi Soft                                                | 1999-06PAL          | Junho de 1999                                      | Não lançado             | Setembro de 1999         |
| Rally Challenge 2000 Rally '99JP                                                                               | Genki                                                                   | ImagineerJP SouthPeak InteractiveAN                     | 1999-08-06JP        | Não lançado                                        | 6 de agosto de 1999     | 30 de junho de 2000      |
| Rampage 2: Universal Tour                                                                                      | Avalanche Software                                                      | MidwayAN GT InteractivePAL                              | 1999-03-31AN        | 21 de maio de 1999                                 | Não lançado             | 31 de março de 1999      |
| Rampage World Tour                                                                                             | Saffire                                                                 | MidwayAN GT InteractivePAL                              | 1998-03-30AN        | Junho de 1998                                      | Não lançado             | 30 de março de 1998      |
| Rat Attack! | Pure Entertainment                                                      | Mindscape                                               | 2000-04-21PAL       | 21 de abril de 2000                                | Não lançado             | 12 de setembro de 2000   |
| Rayman 2: The Great Escape                                                                                     | Ubi Pictures                                                            | Ubi Soft                                                | 1999-10-29EU        | 29 de outubro de 1999EU 22 de novembro de 1999AUS  | Não lançado             | 9 de novembro de 1999    |
| Razor Freestyle Scooter                                                                                        | Titanium Studios                                                        | Crave Entertainment                                     | 2001-11-27AN        | Não lançado                                        | Não lançado             | 27 de novembro de 2001   |
| Re-Volt | Acclaim Studios London                                                  | Acclaim Entertainment                                   | 1999-08-18AN        | 3 de setembro de 1999                              | Não lançado             | 18 de agosto de 1999     |
| Ready 2 Rumble Boxing                                                                                          | Point of View                                                           | Midway                                                  | 1999-11-16AN        | 10 de dezembro de 1999                             | Não lançado             | 16 de novembro de 1999   |
| Ready 2 Rumble Boxing: Round 2                                                                                 | Point of View                                                           | Midway                                                  | 2000-11-13AN        | Não lançado                                        | Não lançado             | 13 de novembro de 2000   |
| Resident Evil 2                                                                                                | Angel Studios Capcom Production Studio 3 Factor 5                       | CapcomJP/NA Virgin Interactive EntertainmentPAL         | 1999-11-16AN        | 9 de fevereiro de 2000                             | 28 de janeiro de 2000   | 16 de novembro de 1999   |
| Ridge Racer 64                                                                                                 | Nintendo Software Technology                                            | Nintendo                                                | 2000-02-14AN        | 4 de julho de 2000                                 | Não lançado             | 14 de fevereiro de 2000  |
| Road Rash 64                                                                                                   | Pacific Coast Power & Light                                             | THQ                                                     | 1999-09-22AN        | 17 de dezembro de 1999                             | Não lançado             | 22 de setembro de 1999   |
| Roadsters | Titus Interactive                                                       | Titus Interactive                                       | 1999-12-14AN        | 17 de dezembro de 1999                             | Não lançado             | 14 de dezembro de 1999   |
| Robot Ponkottsu 64: Nanatsu no Umi no Caramel                                                                  | Red Company                                                             | Hudson Soft                                             | 1999-12-24JP        | Não lançado                                        | 24 de dezembro de 1999  | Não lançado              |
| Robotron 64 | Player 1                                                                | Crave EntertainmentAN GT InteractivePAL                 | 1998-01-05AN        | Junho de 1998                                      | Não lançado             | 5 de janeiro de 1998     |
| Rocket: Robot on Wheels                                                                                        | Sucker Punch Productions                                                | Ubi Soft                                                | 1999-11-17AN        | 17 de dezembro de 1999                             | Não lançado             | 17 de novembro de 1999   |
| Rugrats in Paris - The Movie                                                                                   | Avalanche Software                                                      | THQ                                                     | 2000-11-08AN        | 30 de março de 2001                                | Não lançado             | 8 de novembro de 2000    |
| Rugrats: Scavenger Hunt Rugrats: Treasure HuntPAL                                                              | Realtime Associates                                                     | THQ                                                     | 1999-06-28AN        | 10 de agosto de 1999                               | Não lançado             | 28 de junho de 1999      |
| Rush 2: Extreme Racing USA                                                                                     | Atari Games                                                             | MidwayAN GT InteractivePAL                              | 1998-11-11AN        | 4 de fevereiro de 1999                             | Não lançado             | 11 de novembro de 1998   |
| S.C.A.R.S. | Vivid Image                                                             | Ubi Soft                                                | 1998-12-03AN        | Janeiro de 1999                                    | Não lançado             | 3 de dezembro de 1998    |
| Saikyō Habu Shōgi                                                                                              | SETA                                                                    | SETA                                                    | 1996-06-23JP        | Não lançado                                        | 23 de junho de 1996     | Não lançado              |
| San Francisco Rush 2049                                                                                        | Midway Games West                                                       | Midway                                                  | 2000-09-06AN        | 17 de novembro de 2000                             | Não lançado             | 6 de setembro de 2000    |
| San Francisco Rush: Extreme Racing                                                                             | Midway Games                                                            | MidwayAN GT InteractivePAL                              | 1997-11-07AN        | Dezembro de 1997                                   | Não lançado             | 7 de novembro de 1997    |
| Scooby-Doo! Classic Creep Capers                                                                               | Terraglyph Interactive Studios                                          | THQ                                                     | 2000-11-29AN        | 30 de março de 2001                                | Não lançado             | 29 de novembro de 2000   |
| S.D. Hiryū no Ken Twin                                                                                         | Culture Brain                                                           | Culture Brain                                           | 1999-01-29JP        | Não lançado                                        | 29 de janeiro de 1999   | Não lançado              |
| Shadow Man | Acclaim Studios Teesside                                                | Acclaim Entertainment                                   | 1999-08-31AN        | 3 de setembro de 1999                              | Não lançado             | 31 de agosto de 1999     |
| Shadowgate 64: Trials of the Four Towers                                                                       | TNS Co. Infinite Ventures                                               | Kemco                                                   | 1999-06-09AN        | 30 de julho de 1999                                | 13 de agosto de 1999    | 9 de junho de 1999       |
| Shin Nippon Pro Wrestling: Toukon Road - Brave Spirits                                                         | Yuke's                                                                  | Hudson Soft                                             | 1998-01-04JP        | Não lançado                                        | 4 de janeiro de 1998    | Não lançado              |
| Shin Nippon Pro Wrestling: Toukon Road 2- Next Generation                                                      | Yuke's                                                                  | Hudson Soft                                             | 1998-12-26JP        | Não lançado                                        | 26 de dezembro de 1998  | Não lançado              |
| Sim City 2000                                                                                                  | Maxis Genki                                                             | Imagineer                                               | 1998-01-30JP        | Não lançado                                        | 30 de janeiro de 1998   | Não lançado              |
| Snowboard Kids                                                                                                 | Racdym                                                                  | AtlusJP/NA NintendoPAL                                  | 1997-12-12JP        | 16 de março de 1998                                | 12 de dezembro de 1997  | 13 de março de 1998      |
| Snowboard Kids 2                                                                                               | Racdym                                                                  | Atlus                                                   | 1999-02-19JP        | 30 de abril de 1999AUS                             | 19 de fevereiro de 1999 | 1 de março de 1999       |
| South Park | Iguana Entertainment                                                    | Acclaim Entertainment                                   | 1998-12-21AN        | 3 de maio de 1999                                  | Não lançado             | 21 de dezembro de 1998   |
| South Park: Chef's Luv Shack                                                                                   | Acclaim Studios Austin                                                  | Acclaim Entertainment                                   | 1999-12PAL          | Dezembro de 1999                                   | Não lançado             | 8 de dezembro de 1999    |
| South Park Rally                                                                                               | Tantalus Interactive                                                    | Acclaim Entertainment                                   | 2000-02-28AN        | 3 de março de 2000                                 | Não lançado             | 28 de fevereiro de 2000  |
| Space Invaders                                                                                                 | Z-Axis                                                                  | Activision                                              | 1999-11-30AN        | Não lançado                                        | Não lançado             | 30 de novembro de 1999   |
| Space Station Silicon Valley                                                                                   | DMA Design                                                              | Take-Two Interactive                                    | 1998-10-22AN        | Novembro de 1998                                   | Não lançado             | 22 de outubro de 1998    |
| Spider-Man | Edge of Reality                                                         | Activision                                              | 2000-11-21AN        | Não lançado                                        | Não lançado             | 21 de novembro de 2000   |
| StarCraft 64                                                                                                   | Blizzard Entertainment Mass Media                                       | Nintendo                                                | 2000-06-13AN        | 25 de maio de 2001AUS                              | Não lançado             | 13 de junho de 2000      |
| Star Fox 64 Lylat WarsPAL                                                                                      | Nintendo EAD                                                            | Nintendo                                                | 1997-04-27JP        | 4 de outubro de 1997                               | 27 de abril de 1997     | 30 de junho de 1997      |
| Starshot: Space Circus Fever                                                                                   | Infogrames                                                              | Infogrames                                              | 1998-12-04PAL       | 4 de dezembro de 1998                              | Não lançado             | 29 de junho de 1999      |
| Star Soldier: Vanishing Earth                                                                                  | Hudson Soft                                                             | Hudson SoftJP Electro BrainAN                           | 1998-07-10JP        | Não lançado                                        | 10 de julho de 1998     | 15 de dezembro de 1998   |
| Star Wars Episode I: Battle for Naboo                                                                          | Factor 5 LucasArts                                                      | LucasArtsAN THQPAL                                      | 2000-12-15AN        | 30 de março de 2001                                | Não lançado             | 15 de dezembro de 2000   |
| Star Wars Episode I: Racer                                                                                     | LucasArts                                                               | Nintendo                                                | 1999-05-18AN        | 4 de junho de 1999                                 | 21 de julho de 1999     | 18 de maio de 1999       |
| Star Wars: Rogue Squadron                                                                                      | Factor 5 LucasArts                                                      | LucasArtsAN NintendoPAL                                 | 1998-12-08AN        | 10 de janeiro de 1999                              | 27 de agosto de 1999    | 8 de dezembro de 1998    |
| Star Wars: Shadows of the Empire                                                                               | LucasArts                                                               | Nintendo                                                | 1996-12-03AN        | 1 de março de 1997                                 | 14 de junho de 1997     | 3 de dezembro de 1996    |
| Stunt Racer 64                                                                                                 | Boss Game Studios                                                       | Midway                                                  | 2000-10-03AN        | Não lançado                                        | Não lançado             | 3 de outubro de 2000     |
| Super B-Daman: Battle Phoenix 64                                                                               | Hudson Soft                                                             | Hudson Soft                                             | 1998-07-24JP        | Não lançado                                        | 24 de julho de 1998     | Não lançado              |
| Super Bowling                                                                                                  | Athena                                                                  | AthenaJP UFO Interactive GamesAN                        | 1999-03-26JP        | Não lançado                                        | 26 de março de 1999     | 15 de janeiro de 2000    |
| Supercross 2000                                                                                                | MBL Research                                                            | EA Sports                                               | 1999-10-31AN        | Fevereiro de 2000                                  | Não lançado             | 31 de outubro de 1999    |
| Superman: The New Superman Adventures SupermanPAL                                                              | Titus Interactive                                                       | Titus Interactive                                       | 1999-05-28AN        | 23 de julho de 1999                                | Não lançado             | 28 de maio de 1999       |
| Super Mario 64                                                                                                 | Nintendo EAD                                                            | Nintendo                                                | 1996-06-23JP        | 1 de março de 1997                                 | 23 de junho de 1996     | 29 de setembro de 1996   |
| Super Robot Spirits                                                                                            | Banpresto                                                               | Banpresto                                               | 1998-07-17JP        | Não lançado                                        | 17 de julho de 1998     | Não lançado              |
| Super Robot Taisen 64                                                                                          | A.I                                                                     | Banpresto                                               | 1999-10-29JP        | Não lançado                                        | 29 de outubro de 1999   | Não lançado              |
| Super Smash Bros.                                                                                              | HAL Laboratory                                                          | Nintendo                                                | 1999-01-21JP        | 19 de novembro de 1999                             | 21 de janeiro de 1999   | 26 de abril de 1999      |
| Susume! Taisen Puzzle Dama: Tōkon! Marutama Chō                                                                | Konami Computer Entertainment Kobe                                      | Konami                                                  | 1998-03-26JP        | Não lançado                                        | 26 de março de 1998     | Não lançado              |
| Tarzan | Eurocom                                                                 | Activision                                              | 2000-02-15AN        | 21 de abril de 2000                                | Não lançado             | 15 de fevereiro de 2000  |
| Taz Express | Zed Two                                                                 | Infogrames                                              | 2000-08-01PAL       | 1 de agosto de 2000                                | Não lançado             | Não lançado              |
| Tetris 64 | Amtex                                                                   | SETA                                                    | 1998-11-13JP        | Não lançado                                        | 13 de novembro de 1998  | Não lançado              |
| Tetrisphere | H2O Entertainment                                                       | Nintendo                                                | 1997-08-11AN        | Fevereiro de 1998                                  | Não lançado             | 11 de agosto de 1997     |
| Tigger's Honey Hunt                                                                                            | DokiDenki Studio                                                        | NewKidCoAN Ubi SoftPAL                                  | 2000-11-01AN        | 8 de dezembro de 2000                              | Não lançado             | 1 de novembro de 2000    |
| Tom Clancy's Rainbow Six                                                                                       | Saffire                                                                 | Red Storm Entertainment                                 | 1999-11-17AN        | Dezembro de 1999                                   | Não lançado             | 17 de novembro de 1999   |
| Tom and Jerry in Fists of Furry                                                                                | VIS Entertainment                                                       | NewKidCoAN Ubi SoftPAL                                  | 2000-11-08AN        | 2000                                               | Não lançado             | 8 de novembro de 2000    |
| Tonic Trouble                                                                                                  | Ubi Soft Montreal                                                       | Ubi Soft                                                | 1999-08-31WW        | 31 de agosto de 1999                               | Não lançado             | 31 de agosto de 1999     |
| Tony Hawk's Pro Skater Tony Hawk's SkateboardingPAL                                                            | Edge of Reality                                                         | Activision                                              | 2000-03-15AN        | 24 de março de 2000                                | Não lançado             | 15 de março de 2000      |
| Tony Hawk's Pro Skater 2                                                                                       | Edge of Reality                                                         | Activision                                              | 2001-08-21AN        | 12 de outubro de 2001                              | Não lançado             | 21 de agosto de 2001     |
| Tony Hawk's Pro Skater 3                                                                                       | Edge of Reality                                                         | Activision                                              | 2002-08-20AN        | Não lançado                                        | Não lançado             | 20 de agosto de 2002     |
| Top Gear Hyper-Bike                                                                                            | Snowblind Studios                                                       | Kemco                                                   | 2000-03-17JPN       | 2000                                               | 17 de março de 2000     | 27 de março de 2000      |
| Top Gear Overdrive                                                                                             | Snowblind Studios                                                       | Kemco                                                   | 1998-11-23AN        | 25 de novembro de 1998                             | 19 de março de 1999     | 23 de novembro de 1998   |
| Top Gear Rally                                                                                                 | Boss Game Studios                                                       | MidwayAN KemcoJP/PAL                                    | 1997-09-30AN        | Novembro de 1997                                   | 5 de dezembro de 1997   | 30 de setembro de 1997   |
| Top Gear Rally 2                                                                                               | Saffire                                                                 | Kemco                                                   | 1999-12-03AN        | 28 de fevereiro de 2000                            | 4 de fevereiro de 2000  | 3 de dezembro de 1999    |
| Toy Story 2: Buzz Lightyear to the Rescue!                                                                     | Traveller's Tales                                                       | Activision                                              | 1999-11-16AN        | 4 de fevereiro de 2000                             | Não lançado             | 16 de novembro de 1999   |
| Transformers: Beast Wars Transmetals                                                                           | Locomotive Corporation                                                  | TakaraJP Bay Area MultimediaAN                          | 1999-10-01JP        | Não lançado                                        | 1 de outubro de 1999    | 12 de julho de 2000      |
| Triple Play 2000                                                                                               | Treyarch Invention                                                      | EA Sports                                               | 1999-03-24AN        | Não lançado                                        | Não lançado             | 24 de março de 1999      |
| Tsumi to Batsu: Hoshi no Keishōsha                                                                             | Treasure Nintendo R&D1                                                  | Nintendo                                                | 2000-11-21JP        | Não lançado                                        | 21 de novembro de 2000  | Não lançado              |
| Turok 2: Seeds of Evil                                                                                         | Iguana Entertainment                                                    | Acclaim EntertainmentWW gemziJP                         | 1998-12-10AN        | 18 de dezembro de 1998                             | 18 de junho de 1999     | 10 de dezembro de 1998   |
| Turok 3: Shadow of Oblivion                                                                                    | Acclaim Studios Austin                                                  | Acclaim Entertainment                                   | 2000-08-31AN        | 8 de setembro de 2000                              | Não lançado             | 31 de agosto de 2000     |
| Turok: Dinosaur Hunter                                                                                         | Iguana Entertainment                                                    | Acclaim Entertainment                                   | 1997-03-04NA/EU     | 4 de março de 1997EU 17 de março de 1997AUS        | 30 de maio de 1997      | 4 de março de 1997       |
| Turok: Rage Wars                                                                                               | Acclaim Studios Austin                                                  | Acclaim Entertainment                                   | 1999-11-23AN        | 26 de dezembro de 1999                             | Não lançado             | 23 de novembro de 1999   |
| Twisted Edge Extreme SnowboardingAN Twisted Edge SnowboardingPAL King Hill 64: Extreme SnowboardingJP          | Boss Game Studios                                                       | MidwayAN KemcoJP/PAL                                    | 1998-11-11AN        | 12 de março de 1999                                | 18 de dezembro de 1998  | 11 de novembro de 1998   |
| Ucchan Nanchan no Hono no Challenge: Denryu Ira Ira Bo                                                         | Yuke's                                                                  | Hudson Soft                                             | 1997-12-19JP        | Não lançado                                        | 19 de dezembro de 1997  | Não lançado              |
| V-Rally: Edition '99                                                                                           | Eden Studios                                                            | InfogramesWW SpikeJP                                    | 1998-12-11PAL       | 11 de dezembro de 1998                             | 14 de outubro de 1999   | 15 de setembro de 1999   |
| Vigilante 8 | Luxoflux                                                                | Activision                                              | 1999-03-17AN        | Março de 1999                                      | Não lançado             | 17 de março de 1999      |
| Vigilante 8: 2nd Offense                                                                                       | Luxoflux                                                                | Activision                                              | 2000-02-01AN        | 25 de fevereiro de 2000                            | Não lançado             | 1 de fevereiro de 2000   |
| Virtual Chess 64                                                                                               | Titus France                                                            | Titus Interactive                                       | 1998-06-10AN        | Julho de 1998                                      | Não lançado             | 10 de junho de 1998      |
| Virtual Pool 64                                                                                                | Celeris                                                                 | Crave Entertainment                                     | 1998-12-17AN        | 26 de fevereiro de 1999                            | Não lançado             | 17 de dezembro de 1998   |
| Virtual Pro Wrestling 2: Ōdō Keishō                                                                            | Asmik Ace Entertainment AKI Corporation                                 | Asmik Ace Entertainment                                 | 2000-01-28JP        | Não lançado                                        | 28 de janeiro de 2000   | Não lançado              |
| Virtual Pro Wrestling 64                                                                                       | Asmik Ace Entertainment AKI Corporation                                 | Asmik Ace Entertainment                                 | 1997-12-19JP        | Não lançado                                        | 19 de dezembro de 1997  | Não lançado              |
| Waialae Country Club: True Golf Classics                                                                       | T&E Soft                                                                | Nintendo                                                | 1998-07-27AN        | 24 de agosto de 1998                               | Não lançado             | 27 de julho de 1998      |
| War Gods | Eurocom                                                                 | MidwayAN GT InteractivePAL                              | 1997-05-20AN        | 28 de novembro de 1997                             | Não lançado             | 20 de maio de 1997       |
| Wave Race 64                                                                                                   | Nintendo EAD                                                            | Nintendo                                                | 1996-09-27JP        | 29 de abril de 1997                                | 27 de setembro de 1996  | 4 de novembro de 1996    |
| Wayne Gretzky's 3D Hockey                                                                                      | Atari Games                                                             | MidwayAN GT InteractivePAL GameBankJP                   | 1996-11-15AN        | 1 de março de 1997                                 | 28 de fevereiro de 1998 | 15 de novembro de 1996   |
| Wayne Gretzky's 3D Hockey '98                                                                                  | Software Creations                                                      | MidwayAN GT InteractivePAL                              | 1997-12-03AN        | 1 de junho de 1998                                 | Não lançado             | 3 de dezembro de 1997    |
| WCW Backstage Assault                                                                                          | Kodiak Interactive                                                      | Electronic Arts                                         | 2000-12-12AN        | Não lançado                                        | Não lançado             | 12 de dezembro de 2000   |
| WCW Mayhem | Kodiak Interactive                                                      | Electronic Arts                                         | 1999-09-23AN        | 24 de setembro de 1999                             | Não lançado             | 23 de setembro de 1999   |
| WCW Nitro | Inland Productions                                                      | THQ                                                     | 1999-02-09AN        | Não lançado                                        | Não lançado             | 9 de fevereiro de 1999   |
| WCW vs. nWo: World Tour                                                                                        | Asmik Ace Entertainment AKI Corporation                                 | THQ                                                     | 1997-12-02AN        | 12 de fevereiro de 1998                            | Não lançado             | 2 de dezembro de 1997    |
| WCW/nWo Revenge                                                                                                | Asmik Ace Entertainment AKI Corporation                                 | THQ                                                     | 1998-10-26AN        | 30 de novembro de 1998                             | Não lançado             | 26 de outubro de 1998    |
| Wetrix | Zed Two                                                                 | Ocean SoftwareWW ImagineerJP                            | 1998-6-12AN         | 19 de junho de 1998                                | 27 de novembro de 1998  | 12 de junho de 1998      |
| Wheel of Fortune                                                                                               | GameTek                                                                 | Take-Two Interactive                                    | 1997-12-02AN        | Não lançado                                        | Não lançado             | 2 de dezembro de 1997    |
| WinBack: Covert Operations Operation: WinBackPAL                                                               | Omega Force                                                             | KoeiJP/NA Virgin Interactive EntertainmentPAL           | 1999-09-23JP        | 7 de julho de 2000                                 | 23 de setembro de 1999  | 19 de outubro de 1999    |
| Wipeout 64 | Psygnosis                                                               | Midway                                                  | 1998-11-04AN        | 5 de fevereiro de 1999                             | Não lançado             | 4 de novembro de 1998    |
| Wonder Project J2: Koruro no Mori no Josette                                                                   | Givro Corporation                                                       | Enix                                                    | 1996-11-22JP        | Não lançado                                        | 22 de novembro de 1996  | Não lançado              |
| World Cup 98                                                                                                   | Software Creations                                                      | EA Sports                                               | 1998-05-19AN        | 22 de maio de 1998                                 | Não lançado             | 19 de maio de 1998       |
| World Driver Championship                                                                                      | Boss Game Studios                                                       | Midway                                                  | 1999-06-15AN        | 5 de novembro de 1999                              | Não lançado             | 15 de junho de 1999      |
| The World Is Not Enough                                                                                        | Eurocom                                                                 | EA Games                                                | 2000-10-17AN        | 8 de dezembro de 2000                              | Não lançado             | 17 de outubro de 2000    |
| Worms Armageddon                                                                                               | Infogrames Lyon House                                                   | Infogrames                                              | 1999-12-11PAL       | 11 de dezembro de 1999                             | Não lançado             | 23 de março de 2000      |
| WWF Attitude                                                                                                   | Acclaim Studios Salt Lake City                                          | Acclaim Sports                                          | 1999-08-09PAL       | 9 de agosto de 1999                                | Não lançado             | 31 de agosto de 1999     |
| WWF No Mercy                                                                                                   | Asmik Ace Entertainment AKI Corporation                                 | THQ                                                     | 2000-11-14AN        | 15 de dezembro de 2000                             | Não lançado             | 14 de novembro de 2000   |
| WWF War Zone                                                                                                   | Iguana West                                                             | Acclaim Sports                                          | 1998-08-11AN        | 28 de agosto de 1998                               | Não lançado             | 11 de agosto de 1998     |
| WWF WrestleMania 2000                                                                                          | AKI Corporation                                                         | THQWW Asmik AceJP                                       | 1999-10-12PAL       | 12 de outubro de 1999                              | 15 de setembro de 2000  | 18 de novembro de 1999   |
| Xena: Warrior Princess: The Talisman of Fate Xena: Warrior PrincessPAL                                         | Saffire                                                                 | Titus Interactive                                       | 1999-12-06AN        | 17 de dezembro de 1999                             | Não lançado             | 6 de dezembro de 1999    |
| Yakochu II: Satsujin Koro                                                                                      | Athena                                                                  | Athena                                                  | 1999-10-22JP        | Não lançado                                        | 22 de outubro de 1999   | Não lançado              |
| Yoshi's Story                                                                                                  | Nintendo EAD                                                            | Nintendo                                                | 1997-12-21JP        | 10 de maio de 1998                                 | 21 de dezembro de 1997  | 10 de março de 1998      |
| Zool: Majū Tsukai Densetsu                                                                                     | Pandora Box                                                             | Imagineer                                               | 1999-06-11JP        | Não lançado                                        | 11 de junho de 1999     | Não lançado              |

## Lançamentos posteriores
| Título       | Desenvolvedora(s)   | Publicadora(s)   | Data de lançamento  | Notas |
| ------------ | ------------------- | ---------------- | ------------------- | --- |
| 40 Winks     | Eurocom             | Piko Interactive | 15 de abril de 2019 | Originalmente seria publicado pela GT Interactive entre o final de 1999 e o início de 2000, mas foi cancelado. A versão para Nintendo 64 foi publicada pela Piko Interactive em 2019, depois de ser financiada pelo Kickstarter. |
| Dragon Sword | Interactive Studios | Piko Interactive | ASA                 | Originalmente seria publicado pela MGM Interactive, mas foi cancelado. O jogo está planejado para ser publicado pela Piko Interactive.                                                                                           |
| Glover 2     | Interactive Studios | Piko Interactive | ASA                 | Originalmente seria publicado pela Hasbro Interactive em meados de 1999, mas foi cancelado. O jogo está planejado para ser publicado pela Piko Interactive.                                                                      |
| Xeno Crisis  | Bitmap Bureau       | Bitmap Bureau    | Abril de 2023       | Originalmente publicado para consoles de oitava geração, o jogo foi portado para vários consoles retrô em 2023. |